# Gomphoides perdita
Gomphoides perdita là loài chuồn chuồn trong họ Gomphidae. Loài này được Förster mô tả khoa học đầu tiên năm 1914.